# 키프셀루스
키프셀루스(그리스어: Κύψελος)는 기원전 7세기 고대 코린토스의 첫 독재관이었다. 증가한 부와 더욱 복잡해진 교역 관계 그리고 사회 구조와 함께 그리스 도시 국가들은 그들의 전통적인 관습이었던 제사장 왕제도를 버리는 경향을 보였다. 코린토스는 가장 부유하였던 고대 도시로 그 길을 이끌었다. 중세 후기의 각하와 르네상스 이탈리아의 독재관들은 대개 약간의 대중적인 지지의 수뇌부에서 권력을 장악하였다.
자주 독재관들은 기존의 법과 관습을 지지하였고 숭배 관습인 제사에 대해서는 매우 보수적이었다. 그리하여 적은 위험의 안정성을 유지하여 그들 자신의 안전을 이루었다. 르네상스(문예혁명)의 이탈리아에서와 같이 개인성의 숭배는 자연스럽게 이전의 정통 왕가의 신적인 권리를 대체하였다. 코린토스의 마지막 전통적인 왕 텔레스테스가 아리에우스와 페렌테스에 의해 암살된 후에 더이상의 왕은 없었다.
대신에 프리타네스가 바치아다에 왕가에서 매년 한차례 데려와서 다스렸다. 키프셀루스는 독재관이 되었고 바치아다에를 추방하였다. 헤로도토스에 따르면 바치아다에는 델파이의 현자로부터 두가지 예언을 들었는데 이에티온의 아들이 그들의 왕조를 전복한다는 것이었다, 그리고 그들은 태어나기만하면 죽이려고 계획하였다. 그러나 헤로도투스는 새로 태어난 아기가 죽이기 위해 보낸 이들에게 미소를 지어 그들 중 누구도 계획을 실행치 못하였다고 한다. 키프셀루스(체스트, 가슴)이라는 이름을 설명하는 전설에서 그의 어머니 랍다가 어떻게 아이를 가슴에 숨겼는지를 설명한다. 그리고 그를 죽이려 돌아왔으때 그들은 그를 발견할 수 없었다.(페르세우스의 유년과 비교된다.) 키프셀루스의 상아빛 가슴은 신화 이야기와 풍요롭게 어울렸고 금으로 장식되었으며 올림피아의 축원을 받은 후손이었다. 그곳에 대해 파우사니아스는 기원후 2세기 두 번째 여행 지침서에서 간략한 서술을 하였다.
키프셀루스가 자랐을 때 그는 예언을 실현하였다. 코린토스는 아르고스와 코르키라와의 전쟁에 관여하였다. 그리고 코린티아인들은 그들의 군주에 대해 불만이 있었다. 기원전 657년경 바로 그때 키프셀루스는 폴마치(군 통수권자)였다.그는 군대에 대한 그의 영향력을 사용하여 왕도 추방하였다. 그는 또한 그의 다른 적들은 추방하였지남 그들이 서북 그리스내의 식민지를 설치하게 허여하였다. 그는 또한 이탈리아와 시실리아와의 교역을 증가시켰다. 그는 대중적인 군주였고 많은 후대의 독재자들과는 달리 경호원을 필요치 않았으며 자연사하였다.